# Marie-Evelyne Lessard
Marie-Evelyne Lessard est une actrice québécoise. Elle est notamment connue pour sa performance dans le film Les Manèges humains, qui lui vaut une nomination IRIS lors du 16e Gala Québec Cinéma en 2014.
Elle apparait également dans les films Ville-Marie et Jusqu'au déclin, dans les séries télévisées Unité 9, Les Argonautes, Trauma et 19-2, ainsi que dans la web-série Féminin/Féminin.
En 2024, elle tient un rôle principal dans le film Le Dernier Repas de Maryse Legagneur.